# 約翰·錢多斯

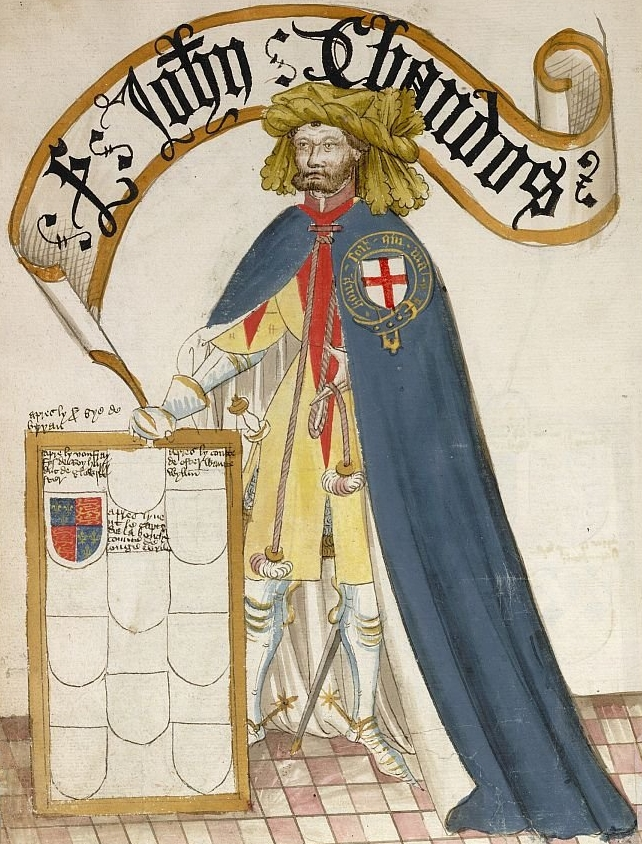
约翰·钱多斯爵士，出自《布魯日的嘉德騎士紀錄》（1430年代）。

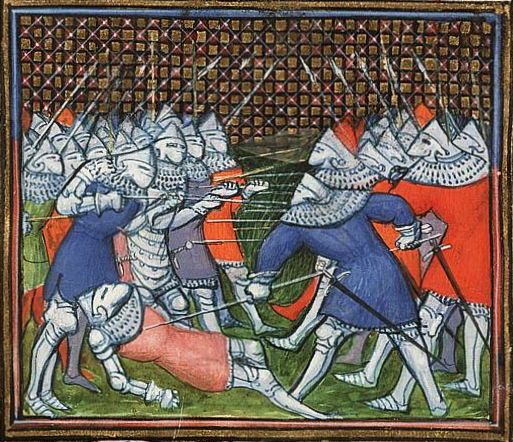
约翰·钱多斯爵士在吕萨克戰死（1410年代的插畫）。

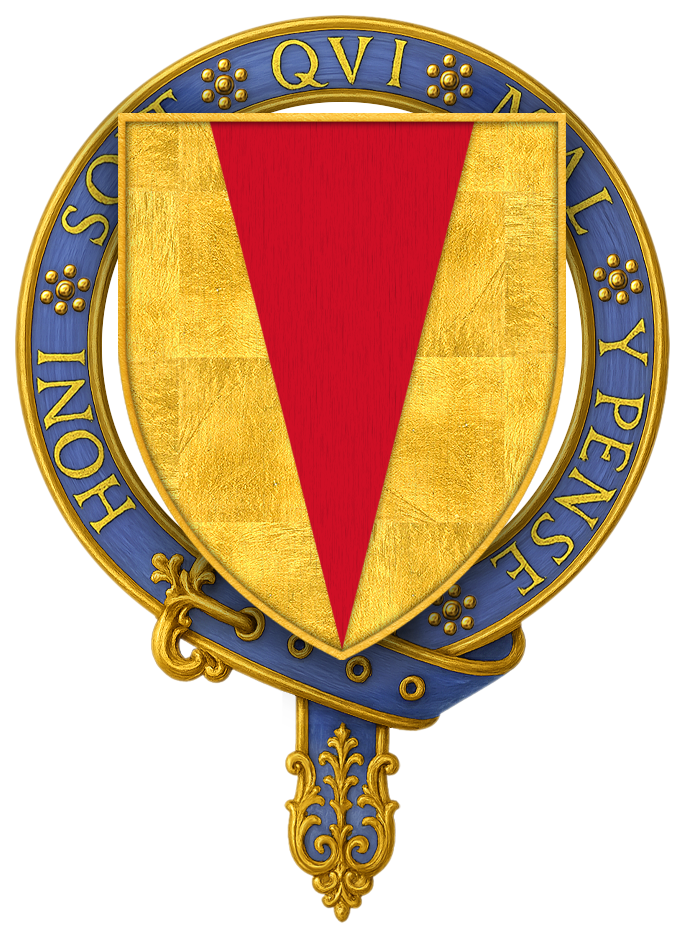
约翰·钱多斯爵士的嘉德騎士勳章，位于温莎城堡圣乔治禮拜堂的展台（约1421年）。

錢多斯的盾徽

约翰·钱多斯爵士KG （約1320年—1370年1月1日），科唐坦的聖索沃爾子爵、阿基坦軍事統帥、普瓦图總管，是來自中世紀英格蘭德比郡當地仕紳家族的一名騎士。錢多斯是黑太子愛德華的密友，也是嘉德騎士團的創始團員之一。
錢多斯被中世纪史学家傅華薩描述为「睿智且充满诡计」的军事战略家。他被認為是英法百年戰爭初期三次英軍重大勝利的幕後參謀，分別是克雷西會戰、普瓦捷戰役和歐賴戰役。然而錢多斯在一場小規模衝突中陣亡，英法雙方都感到惋惜。

## 出身
钱多斯出生于一个不起眼的地主家庭，是德比郡拉德伯恩莊園領主愛德華·钱多斯爵士的兒子，也是其繼承人。

## 军事生涯
根据編年史家亨利·奈頓的記述，在斯勒伊斯海戰前夕，英王爱德华三世将他的舰队停泊在布兰肯贝赫，并派錢多斯、雷諾·科巴姆爵士、斯蒂芬·兰姆金（Stephen Lambkin）爵士登陸偵查法軍艦隊。
钱多斯是克雷西會戰中的主要人物。1356年的普瓦捷战役中，他身為黑太子愛德華的幕僚長，親自擬定戰略，為英軍帶來了決定性勝利。
1360年，爱德华三世封钱多斯为科唐坦半島的圣索沃尔子爵，允許他攜帶專屬旗幟進入戰場。不過根據錢多斯斥侯所著的《黑太子生平》，錢多斯在1367年的納赫拉戰役前夕才被授予旗幟。無論如何，當時的威爾斯親王都曾為錢多斯展開旗幟以表達敬意。
1364年9月29日，在布列塔尼繼承戰爭中，錢多斯率領讓·德·蒙福爾的军队在欧赖战役中取得決定性胜利，使蒙福爾成为布列塔尼公爵讓四世。
為褒獎其戰功，錢多斯被任命為法蘭西副指揮官、英格蘭副內務大臣，並在1362年成為阿基坦軍事統帥，但因為吉耶讷徵稅問題和英王起了爭端，不久後退休返回諾曼第的莊園。

### 逝世
1369年，法蘭西发起反攻，收復大部分領土，迫使黑太子召回錢多斯，任命錢多斯為普瓦圖總管。布列塔尼的卡內（Carnet le Breton）和呂西尼昂領主路易·德·聖于連·特里穆耶（Louis de Saint Julien Trimouille）佔领了距離普瓦捷數英里的拉罗什波赛和圣萨万，錢多斯為阻止法軍在該地區重新站穩腳步，決定趁夜色突襲聖薩萬修道院。然而，錢多斯的突襲部隊以為自己被敵人發現，因此取消了計畫，經绍维尼往普瓦捷方向撤退。对此并不知情的法軍恰巧正沿同樣的路線騷擾英軍，兩軍在吕萨克堡跨越維埃納河的橋上相遇。錢多斯不慎踩到自己的長外套，滑倒在霜凍的地面上，被巴尼亞克爵士的侍從詹姆斯·德·圣马丁（一說是紀堯姆·布瓦特）手拿長矛刺穿了脸。錢多斯的叔叔爱德华·特威福特站在他身邊擊退敵人，他的一名侍從刺穿了詹姆斯·德·圣马丁的雙腿，圣马丁在三天後死於普瓦捷。钱多斯被扛在一面大盾上前往最近的英軍要塞莫瑟默（今瓦爾迪維耶訥）。錢多斯經過痛苦的一夜後於1370年1月1日凌晨去世，享年約55歲。

## 後世評價
当錢多斯爵士去世的消息传到英王爱德华三世宮廷和黑太子在吉耶纳的宫廷时，他们都十分哀傷。
约翰·钱多斯死后不久，英格蘭当局在他倒下的地方竖立了一座纪念碑。19世紀末，由於維埃納河經常氾濫，當地歷史學會將其移动到了距河較遠的地方。該纪念碑位在今天維埃納省马兹罗勒约翰·钱多斯街沿線的花園中，至今仍受维护。
錢多斯在法蘭西也受到了哀悼。戴斯蒙·苏厄德在他的《百年战争简史》一书中提到，法王查理五世说过：「如果钱多斯活着，他会找到一种实现永久和平的方法」。編年史家傅華薩的態度較為保留，但提道：「我聽說當時法蘭西的著名骑士都為他哀悼，因为他们说他（錢多斯）被杀是件非常遗憾的事。而且他如此明智，手段又齐全，如果他被俘（而非战死）的话，他会找到一些在法蘭西和英格蘭之间建立和平的方法。」並且在提到錢多斯時說道：「百年來，英格蘭人中從未有過比他更禮貌、美德更加全面和優質的人。」

## 錢多斯的斥侯
錢多斯有一位斥侯，其姓名不详，只被稱作錢多斯斥侯，他作有一部詩集《黑太子生平》。这部诗集詳細描述了黑太子在百年戰爭期間的許多功績，包含卡斯提爾內戰、克雷西會戰和普瓦捷戰役，不過对于後兩者僅有簡介。